# Фарбоване
Фарбо́ване — село в Україні, в Яготинській міській громаді Бориспільського району Київської області. Населення становить 1063 осіб.

## Географія
Селом протікає річка Фараон.

## Історія
З 1649 у складі Яготинської сотні Переяславського полку Гетьманщини.
За часів правління російської імператриці Єлизавети (1741-1761) у селі Фарбоване Яготинської сотні, мав маєток Федір Вишневський, нащадок відомого роду Вишневських.
Серед інших Вишневських виділяється його онук Іван Гаврилович. Після смерті матері він разом з двома братами й сестрою виховувався у двоюрідної тітки Ганни Наришкіної (двоюрідна сестра П. О. Румянцева-Задунайського). Дослужився до полковника й чину статського радника. Після одруження осів у Фарбованому. Служив головою Палати карного суду Київського намісництва, був членом 2 Малоросійської колегії. Оселившись у Києві, збудував будинок на Печерську. Будучи надзвичайно освіченою людиною, Іван Гаврилович дав гарну освіту дітям: доньки навчались удома, сини закінчили Львівський університет. Серед синів найколоритнішою постаттю був Степан Іванович. Після відставки жив у Московії, потім у Фарбованому.
З 1779 року є дані про Успенську церкву у селі.
Село є на мапі 1787 року.
Класик російської літератури Лєсков у своїй книзі «Старовинні психопати» описує життя Степана Івановича Вишневського у Фарбованому.
«К  югу от  станции Яготина, верстах  в  13, на левом  же берегу р. Супоя лежит село Фарбованка с населением свыше 8 тыс. душ…», - виписка з книги «Шляхи, що примикають до Києва, і лінії північній частині області»
1859 - 558 дворів, 2370 жителів.
1910 - село Фарбовано Капустянської волості Пирятинського повіту Полтавської губернії, 635 дворів, 3788 душ обох статей з найманими робітниками.
З 1917 по 1920 р. у складі УНР. 
Після 1921 — жителі села зазнали репресій від тоталітарного комуністичного режиму. А з 1932 — Голодомор, влаштований керівниками СРСР. Голод був також після Другої світової війни, 1946 року. 
З 1991 — у державі Україна.
Село входить до Бориспільського району відповідно до постанови Верховної Ради України № 807-IX від 17 липня 2020 року.

## Галерея

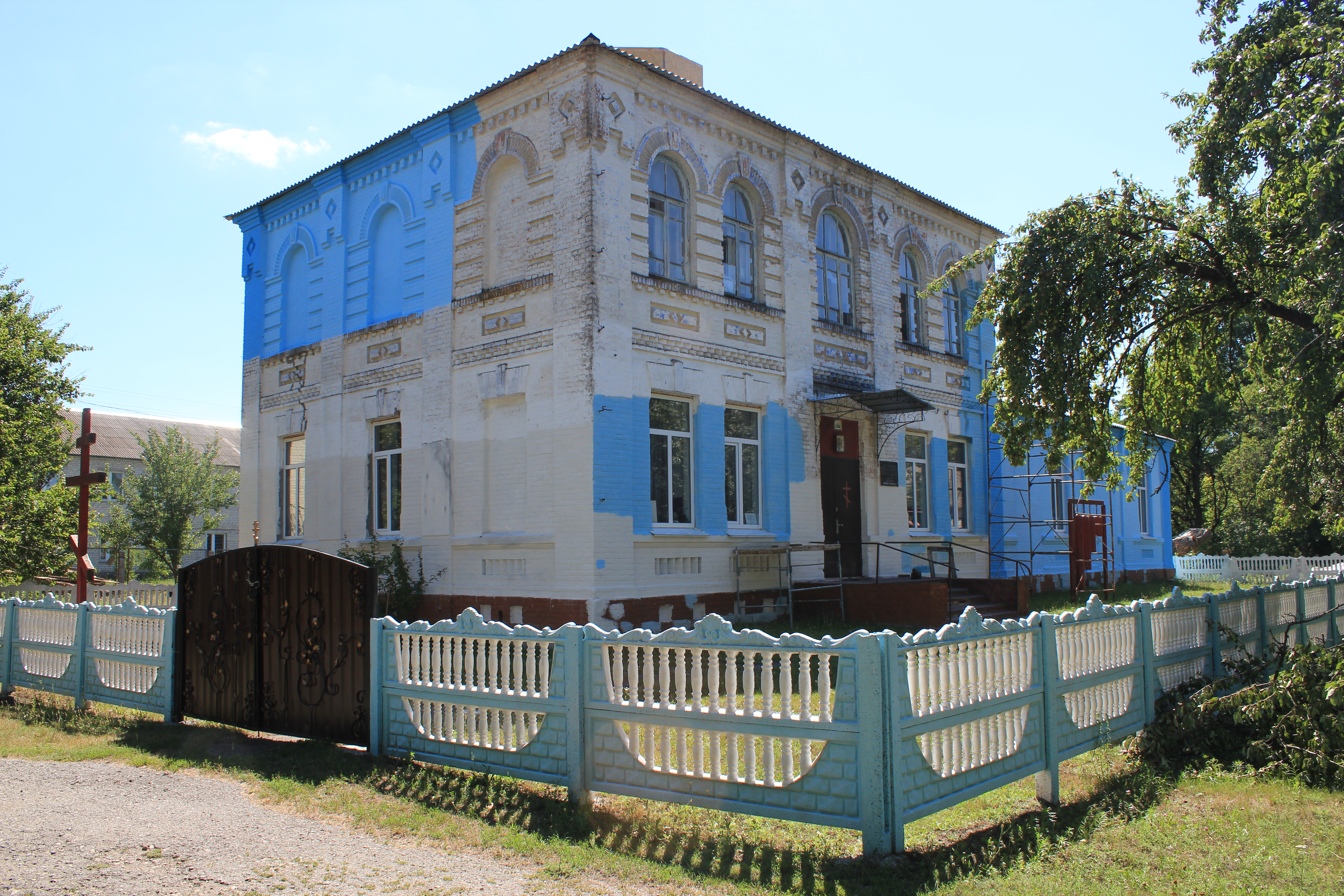
Церква (ПЦУ).
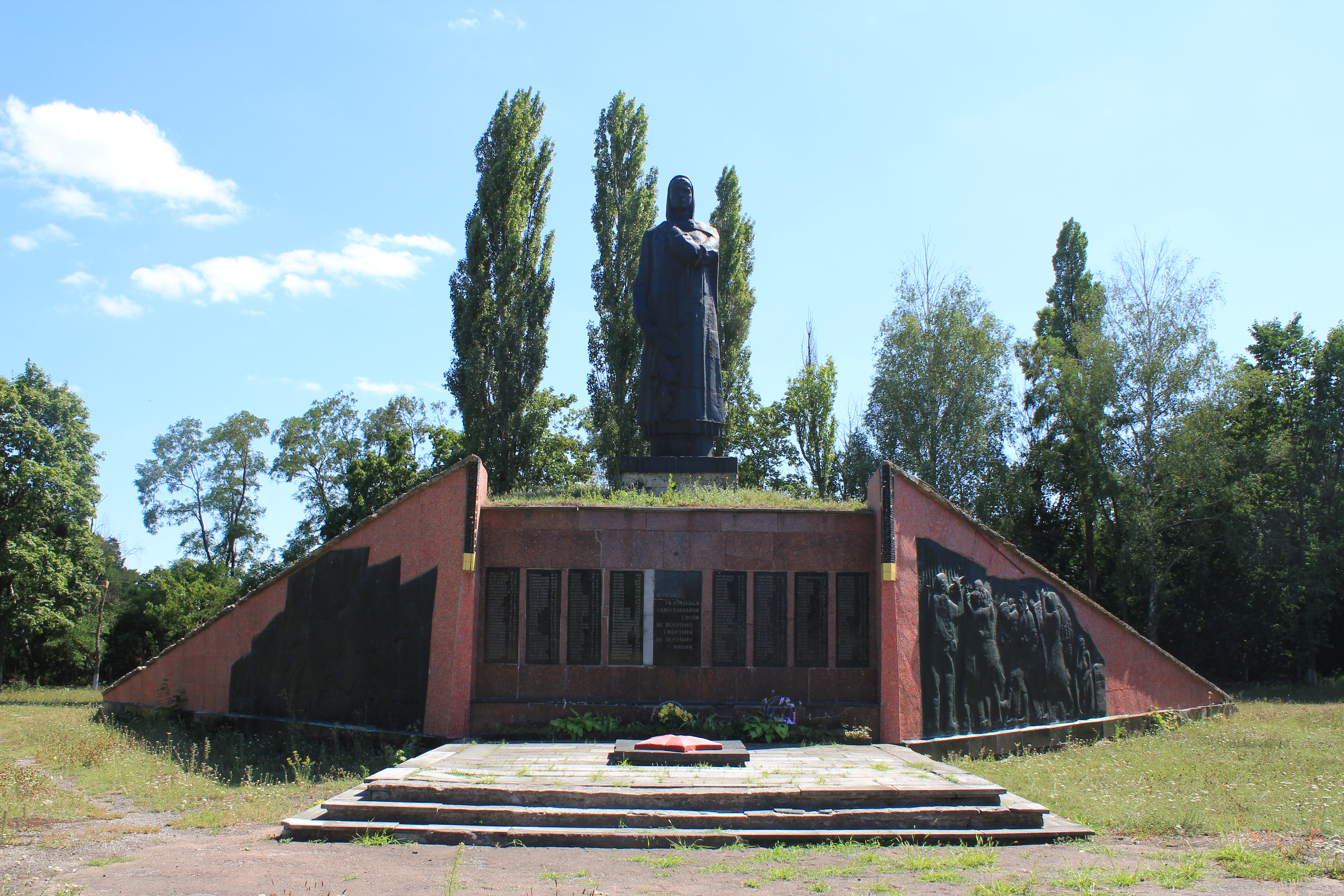
Пам'ятник воїнам-односельцям
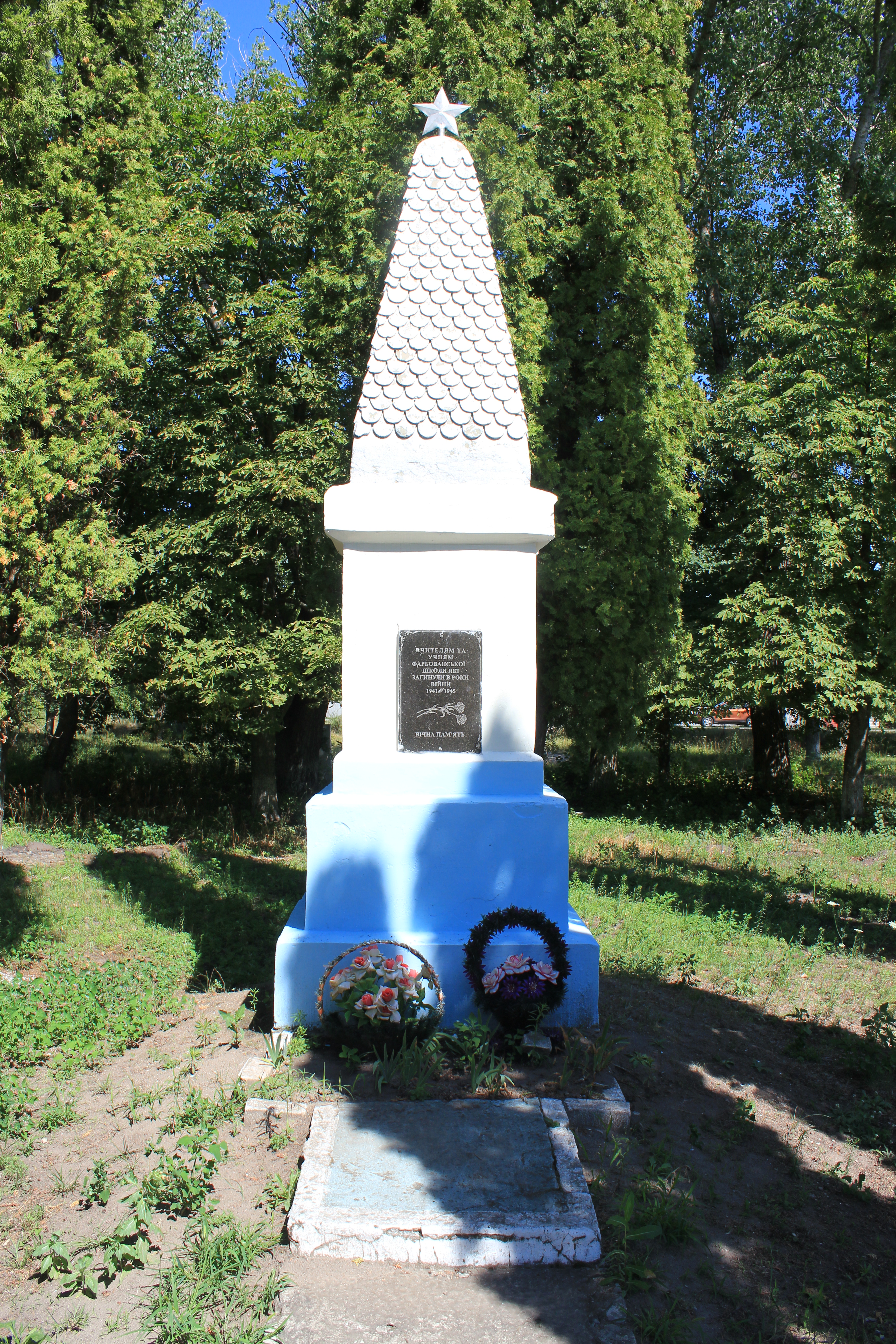
Пам'ятник вчителям і учням місцевої школи
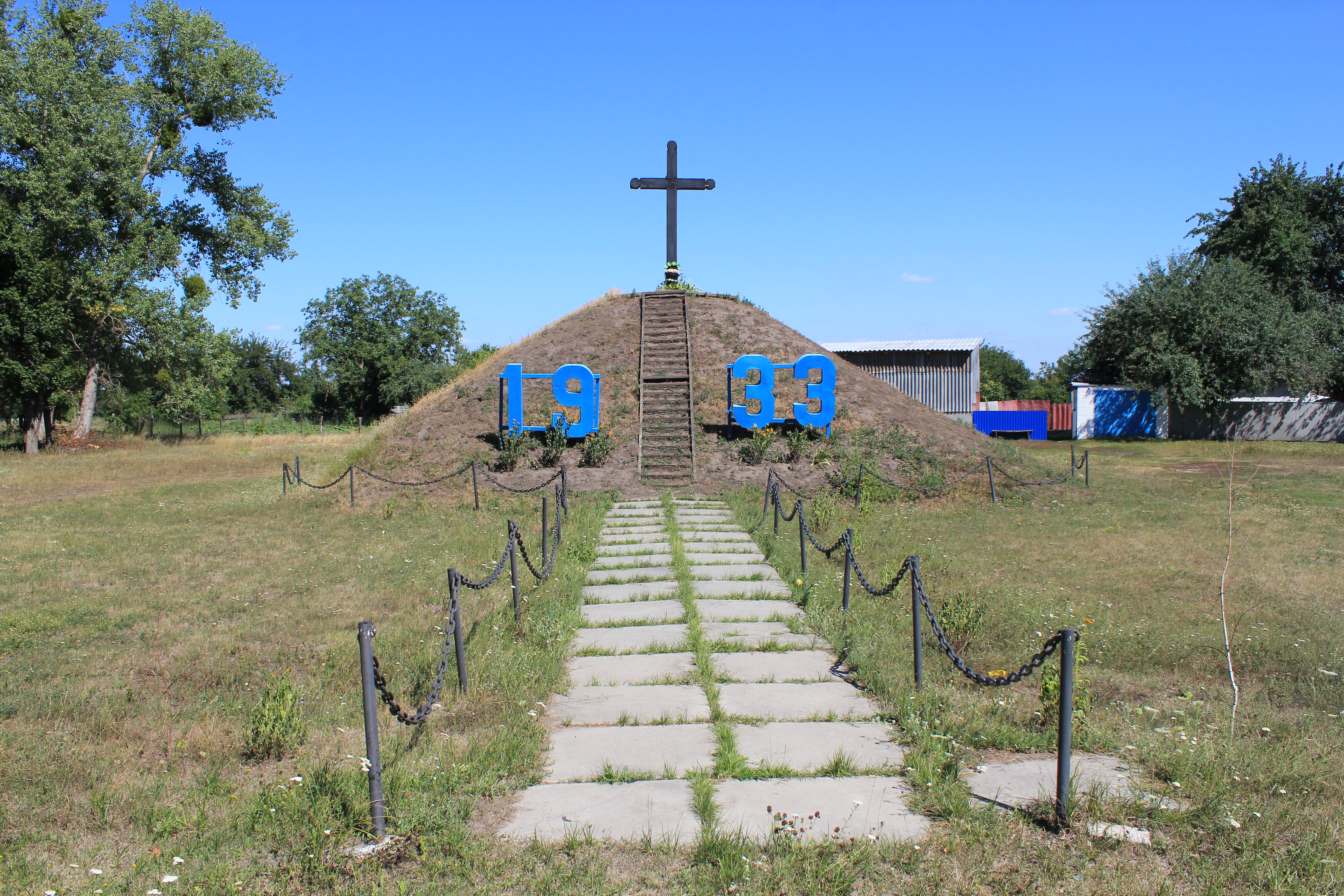
Хрест
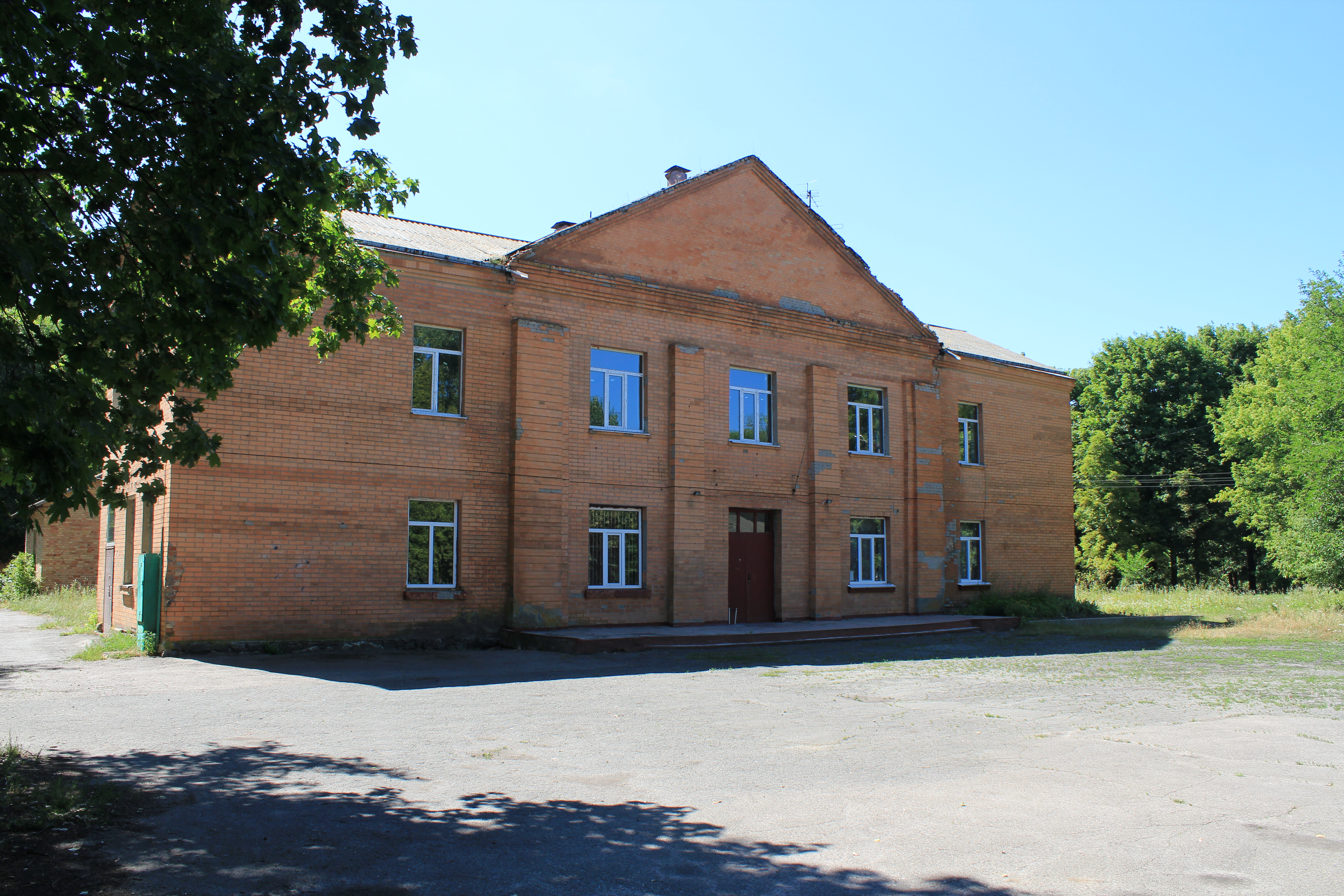
Будинок культури
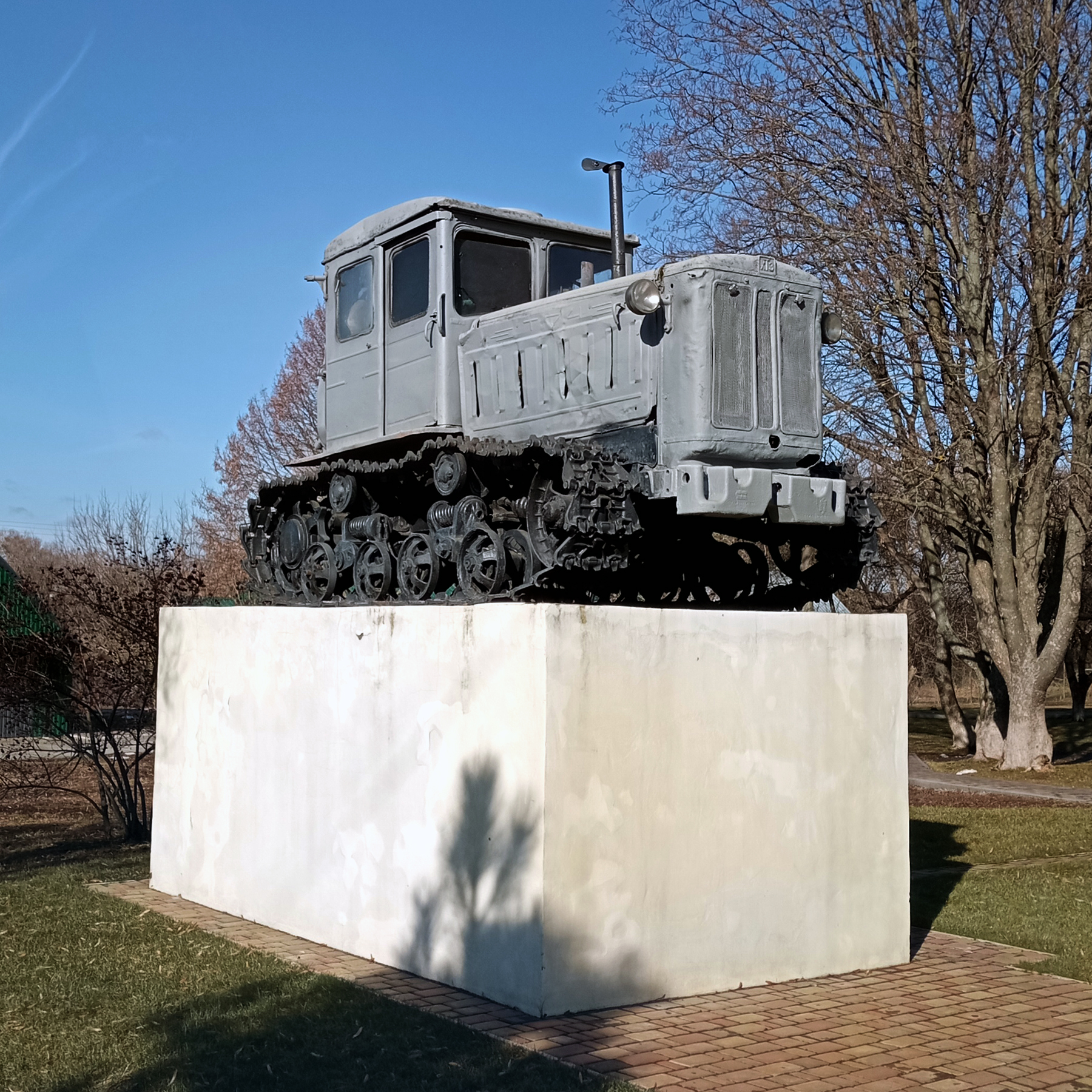
ХТЗ Т-74 в МТС ТОВ «Придніпровський край» корпорації «Кернел»

## Постаті
- Пінчук Василь Леонтійович — вчитель української мови та літератури, заслужений учитель України[6]